# Stadion Beogradski SK
Stadion Beogradski SK – nieistniejący już wielofunkcyjny stadion w Belgradzie, stolicy Serbii. Istniał w latach 1929–1948. Mógł pomieścić 30 000 widzów. Do 1945 roku służył jako obiekt klubowy zespołu Beogradski SK, po II wojnie światowej rolę gospodarza obiektu przejął FK Partizan. Na stadionie często występowała piłkarska reprezentacja Jugosławii. W latach 1948–1951 w miejscu stadionu Beogradskiego SK powstał nowy stadion Partizana.
Stadion klubu Beogradski SK zainaugurowano w dniach 5–6 maja 1929 roku turniejem towarzyskim z udziałem gospodarzy, SK Jugoslaviji, SK Prostějov i Sławii Sofia. Przed otwarciem nowego obiektu Beogradski SK grał na boisku utworzonym na terenie dawnego hipodromu, w pobliżu miejsca w którym obecnie znajduje się hotel Metropol Palace. Beogradski SK w sezonach 1930/31, 1932/33, 1934/35, 1935/36 i 1938/39 sięgał po tytuł mistrza Jugosławii. Stadion wielokrotnie gościł spotkania piłkarskiej reprezentacji Jugosławii. Podczas II wojny światowej, w 1944 roku stadion ucierpiał wskutek bombardowań. Po wojnie stadion przekazano w ręce nowo powstałego wojskowego klubu FK Partizan. Beogradski SK, przemianowany w 1945 roku na FK Metalac (w 1950 roku klub powrócił do swojej dawnej nazwy, a od 1957 roku zwie się OFK Belgrad) grywał odtąd bądź to na stadionie Crvenej zvezdy (przed wojną obiekt należący do SK Jugoslaviji), bądź to na swym dawnym obiekcie należącym teraz do Partizana. 10 sierpnia 1957 roku klub oddał do użytku własny obiekt, Omladinski stadion, który odtąd stał się stałą areną tej drużyny. Stadion Beogradski SK został w latach 1948–1951 zrekonstruowany od podstaw, co dało początek nowej arenie – stadionowi Partizana (wówczas pod nazwą Stadion JNA). Inauguracji nowego obiektu dokonano jeszcze w trakcie budowy, 9 października 1949 roku meczem el. MŚ Jugosławia – Francja (1:1). Oficjalnego otwarcia obiektu dokonano 22 grudnia 1951 roku, w dniu Armii Ludowej.